# Valencianische Gemeinschaft
Die Valencianische Gemeinschaft, auch Valencianisches Land (amtlich val. Comunitat Valenciana, spanisch Comunidad Valenciana), ist eine an der Mittelmeerküste gelegene Autonome Gemeinschaft Spaniens. Sie grenzt im Norden an Katalonien, im Westen an Aragonien und Kastilien-La Mancha sowie im Süden an Murcia und umfasst die drei Provinzen Valencia, Alicante und Castellón de la Plana. Hauptstadt der Autonomen Gemeinschaft ist die Stadt Valencia.
Das Territorium der 1982 gebildeten Autonomen Gemeinschaft ist größtenteils identisch mit demjenigen des ehemaligen Königreiches Valencia, das zur Krone Aragonien gehörte.

## Sprachen
Der größte Teil der Region gehört zum Sprachgebiet des Valencianischen, einer Varietät des Katalanischen. Valencianisch ist neben dem Spanischen Amtssprache. Die Bevölkerung der Küstenlandschaft spricht Valencianisch und Spanisch, besonders in den ländlichen Gebieten hauptsächlich Valencianisch, während im Bergland im Landesinneren und im äußersten Süden der Autonomen Region meist nur Spanisch gesprochen wird.

## Provinzen
Die Valencianische Gemeinschaft ist in drei Provinzen mit insgesamt 783 Gemeinden (municipis/municipios) unterteilt:
| Flagge                       | Provinz         | Hauptstadt            | Cod INE         | Anzahl Comarcas | Anzahl Gerichts- bezirke | Anzahl Gemeinden | Einwohner (2024) | Fläche (km²) | Dichte (Einw./km²) |
| ---------------------------- | --------------- | --------------------- | --------------- | --------------- | ------------------------ | ---------------- | ---------------- | ------------ | ------------------ |
| Flagge der Provinz Alicante  | Alicante        | Alicante              | 03000           | 9               | 13                       | 141              | 1,991,259        | 5.818,23     | 342                |
| Flagge der Provinz Castellón | Castellón       | Castellón de la Plana | 12000           | 8               | 5                        | 135              | 615,849          | 6.634,29     | 93                 |
| Flagge der Provinz Valencia  | Valencia        | Valencia              | 46000           | 16              | 18                       | 266              | 2,709,433        | 10.812,96    | 251                |
| Gesamt Valencia              | Gesamt Valencia | Gesamt Valencia       | Gesamt Valencia | 33              | 36                       | 542              | 5,316,541        | 23.265,48    | 229                |

|  |  |

Logo für die PR-Arbeit

Die Autonome Gemeinschaft Valencia umfasst die drei Provinzen Alicante, Castellón und Valencia, die sich ihrerseits in insgesamt 32 Comarcas (Bezirke) und die Municipi(o)s (Städte) gliedern lassen.
Die wichtigsten Institutionen, die das Autonome Land Valencia regieren und verwalten und zusammen die Generalitat Valenciana, die Verwaltung, bilden, sind folgende:
- Das autonome Parlament „Corts Valencianes“ mit den legislativen Funktionen
- Die Regierung („Consell“) mit den exekutiven Funktionen, mit dem Ministerpräsidenten („President de la Generalitat Valenciana“) an der Spitze

## Feste und Feiertage
In einigen Städten werden die Fiestas „Moros i Cristians“ (Mauren und Christen) gefeiert, mit denen der Schlachten zwischen den muslimischen und christlichen Heeren in der Region im spanischen Mittelalter gedacht wird, die Mauren und Christen von Alcoy sind die bekanntesten. Am Josefstag, dem 19. März, werden in vielen Orten die Falles gefeiert, vor allem in der Provinz Valencia. Alicante ist für die im Juni gefeierten Fogueres de Sant Joan berühmt. Im März wird in Castellón die Magdalena gefeiert; in Elx das „Misteri d’Elx“. In der Kleinstadt Buñol (ca. 40 km vor Valencia aus Richtung Madrid kommend) findet jährlich Anfang August die wohl weltgrößte Tomatenschlacht Tomatina statt.
Am 9. Oktober wird der Tag der Autonomen Gemeinschaft Valencia begangen.
Zu diesen Feiertagen kommen noch neun spanienweite Feiertage hinzu sowie jeweils zwei örtliche Gemeindefeiertage.

## Wirtschaft
Im Vergleich mit dem BIP der EU ausgedrückt in Kaufkraftstandards erreicht das Land Valencia einen Index von 80 (EU-27: 100) (2015). Das Land ist hoch verschuldet und musste als erste spanische Region Hilfe von Rettungsfonds Fondo de Liquidez Autonómica beantragen. Im Jahr 2017 betrug die Arbeitslosenquote 18,2 %.
Mit einem Wert von 0,875 erreicht Valencia Platz 11 unter den 17 autonomen Gemeinschaften Spaniens im Index der menschlichen Entwicklung.